# Гирсово (посёлок)
Гирсово — поселок в Юрьянском районе Кировской области, административный центр Гирсовского сельского поселения.

## География
Находится на правом берегу реки Вятка на расстоянии примерно 16 километров на север-северо-запад по прямой от центра города Киров.

## История
Поселок  назван в честь инженера - конструктора железнодорожного моста Константина Константиновича Гирса. Основан в 1976 году в связи со строительством Кировского асфальтобетонного завода. В 1989 году проживало 932 человека..

## Население
Постоянное население  составляло 1079 человек (русские 98%) в 2002 году, 981 в 2010.